# Jean-Baptiste Jeanin

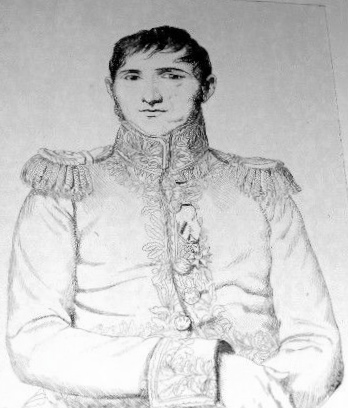
Jean-Baptiste Jeanin

Jean-Baptiste Jeanin (* 22. Januar 1769 in Lanéria, Département Jura; † 2. Mai 1830 in Saulieu Département Côte-d’Or) war ein französischer Général de division der Infanterie.

## Leben und Wirken
Begeistert von den Ideen der Revolution trat Jeanin 1790 in die Armee ein und wurde bereits im August 1792 zum Sous-lieutenant im 10e bataillon de volontaires du Jura befördert. In den Revolutionskriegen konnte er sich auszeichnen und war 1798 bereits Capitaine.
Als Napoleon Bonaparte 1798 seine Invasion nach Ägypten plante, nahm auch Jeanin unter Befehl General Jean-Baptiste Klébers daran teil. Er kämpfte bei Chebriss (13. Juli 1798) und bei den Paramiden (21. Juli 1798). Er nahm an der Belagerung von Akkon März/Juni 1799 teil und kämpfte u. a. vor Abukir (25. Juli 1799). Im darauffolgenden Jahr nahm Jeanin u. a. an der Schlacht bei Heliopolis (20. März 1800) und im  August/September 1801 an der Belagerung von Alexandria teil. Anschließend kehrte Jeanin zusammen mit seinem Kommando wieder nach Frankreich zurück.
Als 1807 Napoleon seine Invasion in Spanien plante, meldete sich Jeanin wiederum freiwillig. In mehreren Schlachten konnte General Jeanin seine Tapferkeit beweisen.
Anlässlich seines Urlaubs in Paris 1809 machte er durch General Claude-Marie Meunier die Bekanntschaft von Pauline Jeanne David (1786–1870) und heiratete die jüngste Tochter des Malers Jacques-Louis David wenig später.
Am 24. Dezember 1811 erhielt er den Befehl über die 14. Brigade der Nationalgarde, die im November 1812 in den illyrischen Provinzen eingesetzt wurde und im Juli 1813 als Brigade der Division Marcognet einverleibt wurde. Während der Feldzuges von 1814 zeichneten sich Jeanins Truppen unter dem Befehl des Vizekönigs von Italien gegen die Österreicher aus.
Während der Restauration verlieh ihn König Ludwig XVIII. am 13. August 1814 den Ordre royal et militaire de Saint-Louis und ernannte ihn am 20. Januar 1815 persönlich zum Lieutenant-général. Nach Napoleons Rückkehr kämpfte er im Juni 1815 in der Armee der Hundert Tage mit dem 6. Korps in Belgien und stand an der Spitze der 20. Infanterie-Division, welche der Schlacht bei Waterloo eingesetzt wurde.

## Ehrungen
- Juni 1804 Offizier der Ehrenlegion
- November 1808 Kommandeur der Ehrenlegion
- August 1811 baron de l’Émpire
- August 1814 Ordre royal et militaire de Saint-Louis
- Sein Name findet sich am südlichen Pfeiler (22. Spalte) des Triumphbogens am Place Charles de Gaulle (Paris)